# Tukera
Tukera es una banda de punk rock argentina fundada en 1996 en el barrio de Valentín Alsina. En un principio la banda estaba conformada por: "Chino" Mora en batería, "Nani" en bajo, Fabián en guitarra y "Ponja" en guitarra y voz; el Chino Mora y Ponja eran amigos de la infancia y Nani un compañero de secundaria de Ponja. No obstante, Ponja, por diferencias personales, decide cambiar de baterista, en búsqueda de un estilo propio, que definiera al grupo. La banda nunca cambio de manager, siendo éste el licenciado Campos.

## Historia
En diciembre de 1998 se agrega "Rengo" al bajo de Tukera, este era un antiguo bajista de la banda Burla crucial, en la cual también tocaba anteriormente Ponja.
Tras esto se sucedieron muchos integrantes, lo que produjo que la banda no avanzara demasiado, tanto musicalmente como en grabaciones y recitales.
Luego la banda paso a tener cinco miembros: "Koke" en batería, Chino en guitarra, Rubén en bajo, Fabián en guitarra y Ponja en voz. Después del intento de grabar su primer CD y, tras los integrantes de Tukera encontrarlo desafinado, la banda se separó. Con el correr del tiempo la banda vuelve con un nuevo demo y una nueva formación: Facundo en batería, Florencia en guitarra, "Cara de goma" en bajo y Ponja en voz y guitarra. El demo editado reibió el nombre de "Una dosis de punk rock". Por otra parte, en el año 2002 la banda no toca mucho en vivo y se aleja "Cara de goma".
Ya en 2003 graban su primer CD ¿Qué le vas a hacer? con esta formación: Fakundo Fattorini en batería, Mxsi Fanttini en guitarra, Diego Vera en bajo y Ponja en guitarra y voz.
Después se produce un cambio en la banda, se va Diego y entra "Sheta" en el bajo. En el 2007 graban su segundo disco llamado Peinate que viene gente el cual cuenta con invitados como el "Checha" de Superuva y el "Mosca" de 2 Minutos. Luego vuelve Diego Vera en el bajo y deja la banda Mxsi Fanttini, por lo cual entra Roy Fernández en su reemplazo en guitarra.
La banda toca mucho en el 2008 por el interior del país y países limítrofes como Uruguay y Chile. Roy decide irse al tiempo y vuelve Mxsi Fanttini. Además entra "Shunko" en el bajo para así grabar un nuevo EP llamado The covers ninjas en el año 2008.
En el año 2009 la banda realizó una gira por el interior del país llamada "Meta chango tour 09" y en el 2010 lanzaron un nuevo disco oficial llamado Somos viejos pero llegamos al tercero.

## Discografía
Demos:
- Una dosis de Punk Rock (2001)

Álbumes de estudio:
- ¿Qué le vas a hacer? (2003)
- Peinate que viene gente...!! (2007)
- Somos viejos pero llegamos al tercero (2010)
- Simple cuadrado y pegajoso (2015)
- Hey vo muchango (2022)

EP:
- The covers ninjas (2008)

## Formación
- Ponja (voz) (guitarra)
- Matt (bajo) (coros)
- Cucho (batería)